# Neptis yunnana
Neptis yunnana är en fjärilsart som beskrevs av Charles Oberthür 1906. Neptis yunnana ingår i släktet Neptis och familjen praktfjärilar. Inga underarter finns listade i Catalogue of Life.